# Pál Losonczi
Pál Losonczi GColIH (Bolhó, 18 de Setembro de 1919 – 28 de Março de 2005) foi um político húngaro. Foi o 3.º Presidente do Conselho Presidencial, isto é, Presidente da República Popular da Hungria de 1967 a 1987. A 14 de Agosto de 1979 recebeu o Grande-Colar da Ordem do Infante D. Henrique de Portugal.

## Vida
O filho de pequenos agricultores foi um dos vencedores da reforma agrária de 1945. De 1948 a 1960 foi presidente da cooperativa de produção agrícola “Red Star” em Barcs. Losonczi ingressou no Partido Comunista em 1945, que mais tarde representou como membro da Assembleia Nacional de 1953 a 1989.
Em 15 de janeiro de 1960 foi nomeado Ministro da Agricultura no gabinete de Ferenc Münnich . Ele ocupou este cargo até 13 de abril de 1967 nos gabinetes de János Kádár e Gyula Kállai.
Em 13 de abril de 1967, ele sucedeu István Dobi como Presidente do Conselho Presidencial e, portanto, Presidente da Hungria. Em 25 de junho de 1987, Károly Németh foi eleito seu sucessor.

De 1975 a 1987, ele também foi membro do Politburo do Comité Central do Partido dos Trabalhadores Socialista Húngaro.